# レイピア

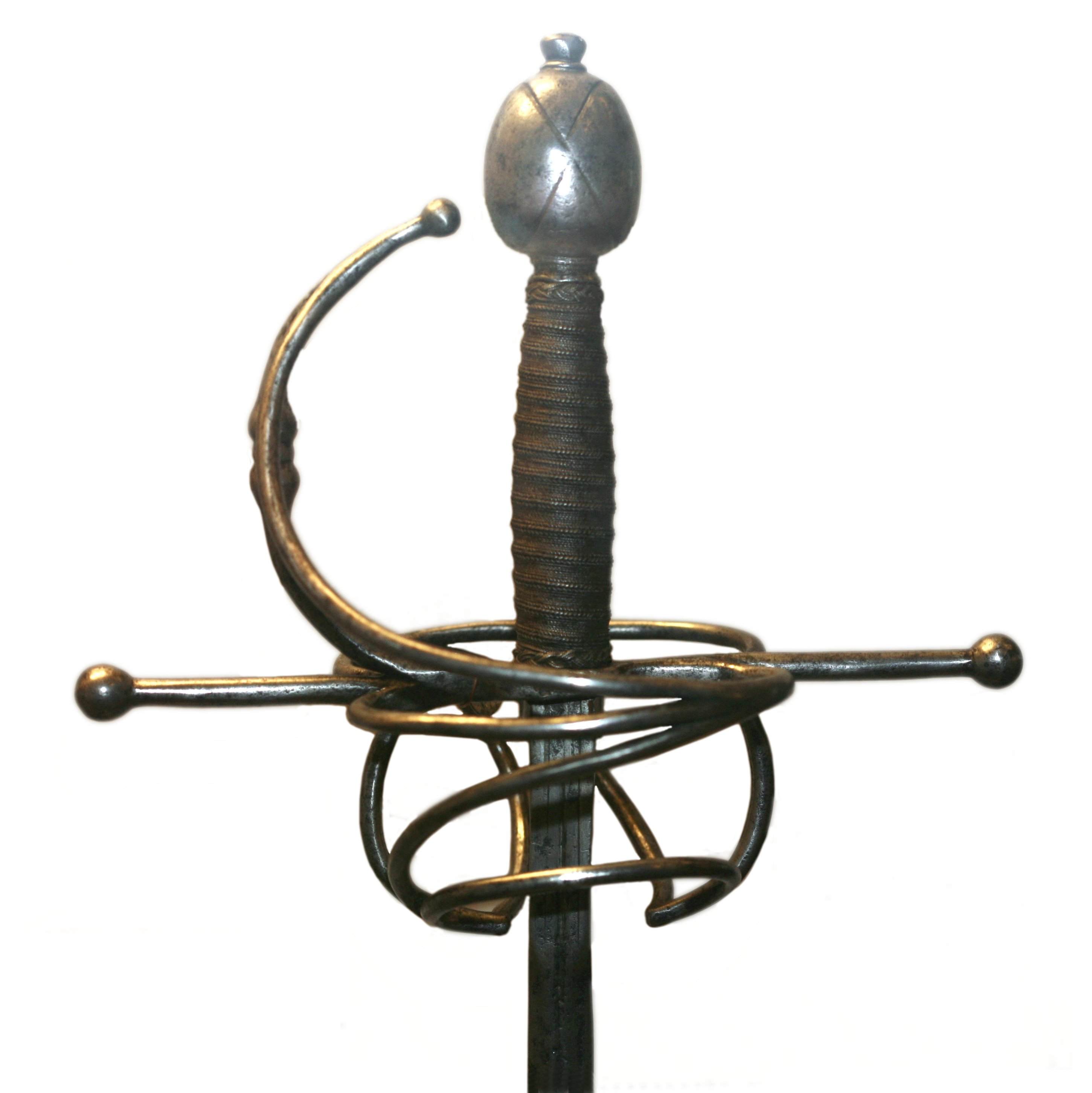
レイピア、17世紀

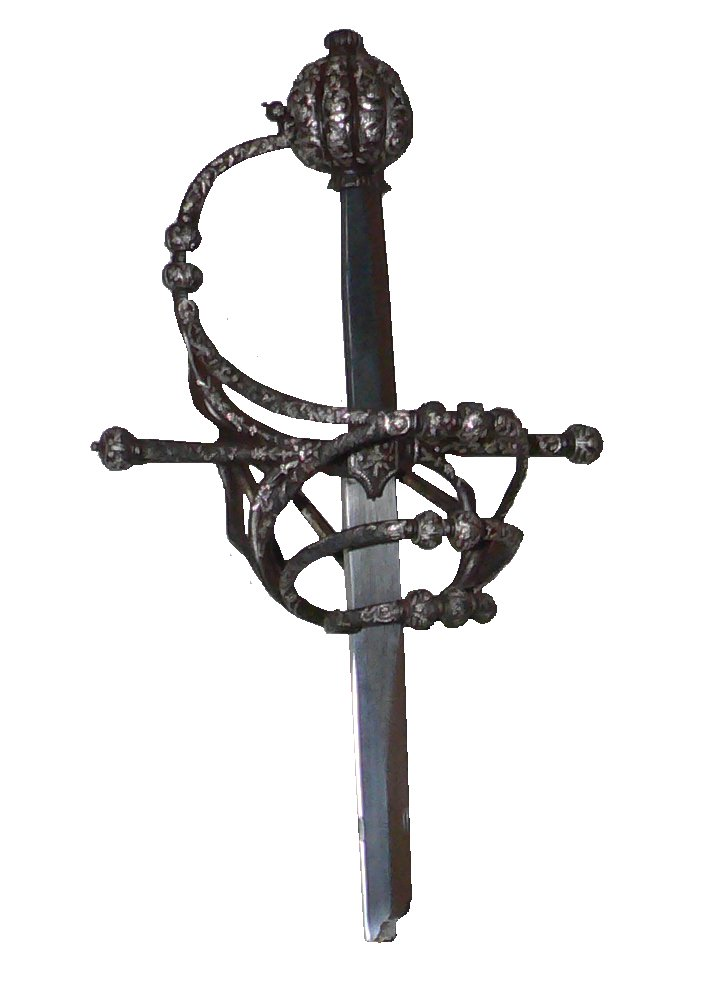
1580-1600年頃のレイピア。モルジュ（スイス）の博物館所蔵

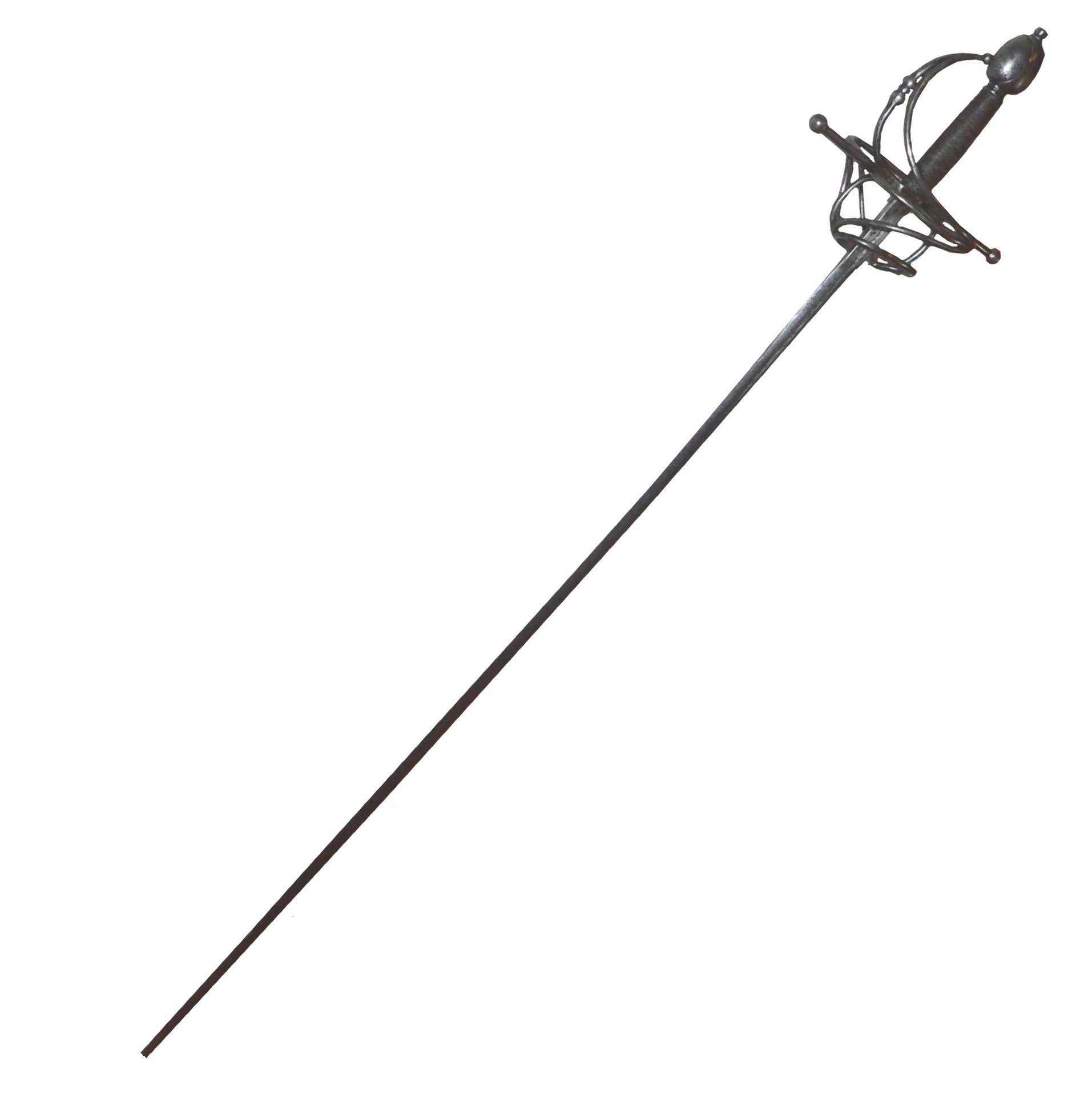
17世紀前半のレイピア

レイピア (rapier) は、細身で先端の鋭く尖った刺突用の片手剣。16-17世紀頃のヨーロッパで主に護身あるいは決闘の際の武器として用いられた。日本語では、細身の剣である事から「細剣（さいけん）」と訳される。

## 外観
刃渡りは1 m前後、幅は2.5 cmかそれ以下、全長1.2 m前後のものが標準的。重量は見た目よりも重く1.3 kgほどある。重心は中世の片手剣と同じく鍔から先端に向かっておよそ10 cmのところにあった。多くの場合、装飾を施した柄や護拳などが取り付けてある。しばしばフルーレと混同されるが、レイピアは細身ではあっても基本的には両刃で、フルーレは刃を落として主に練習用に使われていた。ただし後世のレイピアには片刃で断面形状が三角形のものや、刃を付けない例も存在する。刃を付けたレイピアでは切ることも可能であるが、剣術の基本はレイピアで相手を突く。

## 歴史
レイピアの前身はエストック（両手突き剣）といわれることがあるが、こちらは甲冑を着た相手のチェインメイルを刺しぬくもので構造も扱い方も異なる。15世紀中頃にフランスで「エペ・ラピエル」（仏: espee rapiere）と呼ばれる刺突用の剣が生まれ、これがレイピアの語源とされている。その後スペインで「エスパダ・ロペラ」（西: espada ropera）という名前で発展し、イタリアで「ストリッシャ」（伊: striscia）という名前を経て、17世紀初めにフランスに戻って広まった。移行期には「ワイド・レイピア」と呼ばれる身幅の広い短剣もあった。この時代、ヨーロッパでは小説『三銃士』に見られるように銃の発達にともない鎧は廃れていったため、剣による攻撃と防御の技術が発展した。戦場ではブロードソードやサーベルが使われ、レイピアは主に、街中の護身用あるいは決闘の武器として用いた。
レイピアの刃は切りつけに向かず、刀身は相手の攻撃を受け止めると折れてしまうというイメージが強いが、実際には骨まで切り込む切れ味があり、根元付近は肉厚に作られ、その付近で受け止めれば折れずに耐えた
:570。欠点としてレイピアは、当時の刀剣と比べてほとんどの刀身が長大で素早く振り回しにくく、その長さが災いして相手の剣を受け止めると絡まって抜けず、相手の攻撃を受け流す必要があった。護身用の武器として汎用性が優れる短剣はダガーやサイドソードと呼ばれ、素早く抜けて取り回しやすい。
16世紀ごろから決闘裁判に使われるようになった。
レイピアはヨーロッパに広く流行したが、1700年頃になるとレイピアをさらに発展させたスモールソードがその後継として広まっていった。その後レイピアは貴族の間で（他の多くの剣もそうであるように）騎士道精神の象徴や、華麗な装飾を施された芸術品として扱われた。

## 実戦での使用

### マンゴーシュとの併用
レイピアを使う際は一般に、もう一方の手に短剣（パリーイング・ダガー）を構えて敵の攻撃を受け流した。多くの場合、その剣は左手で扱ったため、フランス語で左手を意味する「マンゴーシュ」（main gauche）と呼ばれ、日本でもその名前が使われている。

### スウェプト・ヒルト
レイピアの特徴の一つである複雑な装飾をほどした柄は「スウェプト・ヒルト」（英: swept hilt）と呼ばれ、「曲線状の鍔（つば）のある柄」を意味する。ダガーにも同様の形状が見られるが、相手の剣を絡めとって折ろうとする意匠は十手のようなフックを付けたり、鍔の「S」字状の柔らかなカーブに現れる。

## 日本
滋賀県甲賀市水口町の藤栄神社には「水口レイピア」と呼ばれる十字形洋剣が伝わっている（甲賀市指定有形文化財）。当初は舶来品とされていたが解析の結果、ヨーロッパ製のレイピアをモデルにした国産品であると判明した。
外観を模しただけの工芸品であり実用品ではないとされるが、日本刀や火縄銃の製造技術が応用されるなど工夫が施されている。資料が少ないため由来は不明であるが、南蛮の品に興味を示していた加藤嘉明が豊臣秀吉から拝領した物という説もある。

### 注
1. ↑  細剣の考古資料は「中細型銅剣」とも呼ぶ[2]。
2. ↑  当時のフランス語の綴りで espee は剣[要出典]、rapiere は刺突[3]を意味する。